# Atanasio Vidaurreta Labra
Atanasio Vidaurreta Labra (Adiós, 2 maggio 1911 – Barbastro, 18 agosto 1936) è stato un religioso spagnolo, martirizzato a Barbastro durante la Guerra civile spagnola e venerato come beato dalla Chiesa cattolica.

## Biografia
Nacque ad Adiós in Navarra il 2 maggio 1911. Entrato in seminario dovette ripetere il primo anno, ma la bocciatura non gli tolse l'entusiasmo per la vita seminaristica. Una volta terminato il ginnasio si trasferì a Vic per vestire l'abito clarettiano e iniziare il noviziato. Professò i primi voti il 15 agosto del 1930. Fu colpito da una grave malattia che lo obbligò ad interrompere gli studi. In una lettera scriveva ai genitori:
(Gabriel Campo Villegas, Esta es nuestra sangre, p. 368)
Nel luglio del 1936 si trovava nel seminario di Barbastro quando, allo scoppio della guerra civile questo venne perquisito dalle milizie anarchiche per cercare delle armi. Di fronte alle minacce della folla, Atanasio perse i sensi e venne ricoverato in ospedale insieme ad un altro studente Giacomo Falgarona Vilanova, che era febbricitante e al fratello coadiutore molto anziano Joaquín Muñoz. Il 15 luglio venne dimesso e trasferito in prigione. Fu fucilato nelle prime ore del 18 agosto poco fuori dalla città.
I loro corpi sono stati gettati in una fossa comune.
Dopo la guerra i resti dei martiri furono riesumati e si possono venerare oggi nella cripta della casa museo a Barbastro. Nel 2013 è uscito un film sulla vicenda intitolato Un Dios prohibido per la regia di Pablo Moreno.

## Culto

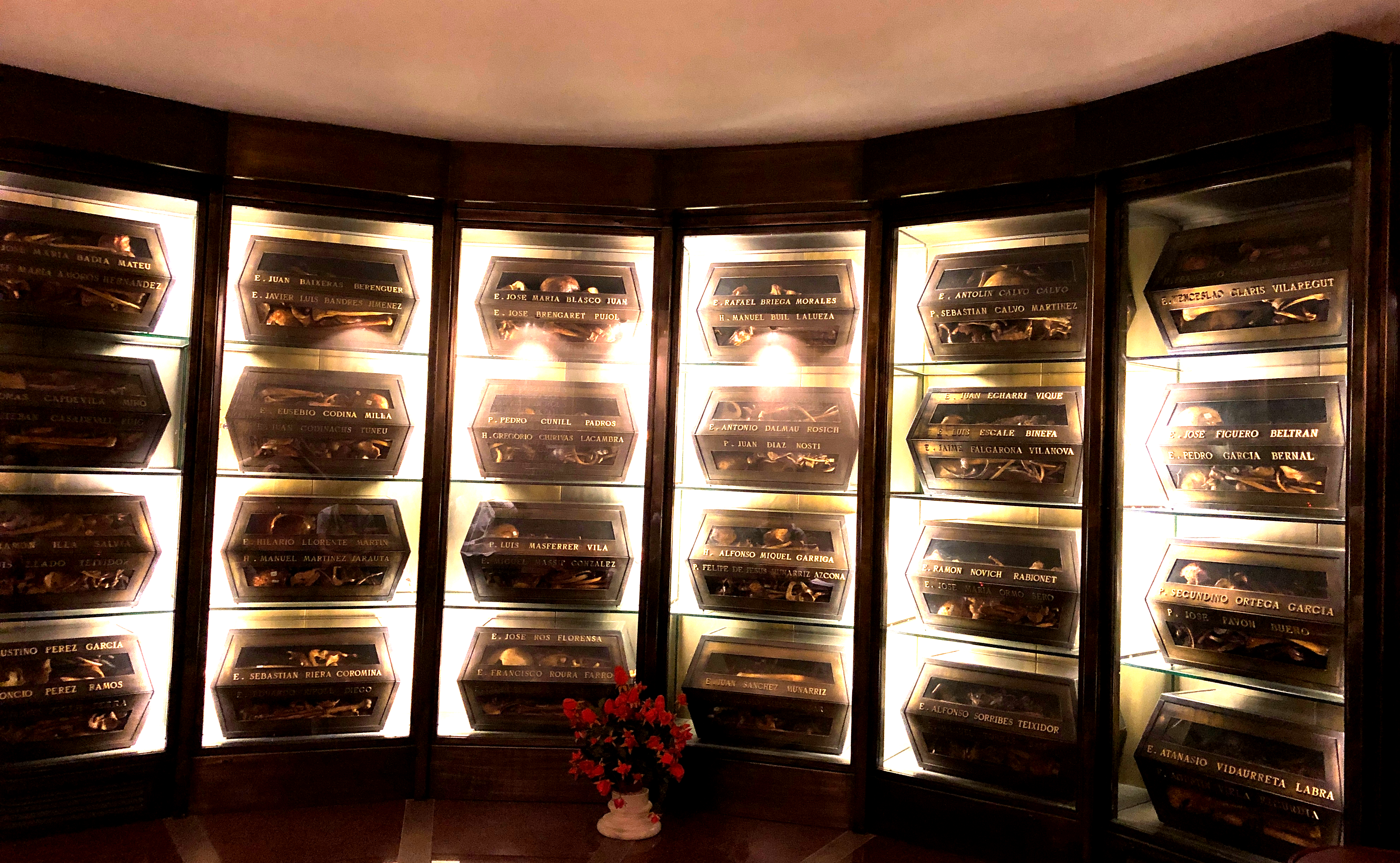
Cripta ubicata sotto all'altare della chiesa annessa al museo dei martiri Claretiani di Barbastro

Dopo la guerra i resti dei martiri furono riesumati dalle fosse comune e, grazie a delle medagliette metalliche cucite sulle loro tonache, è stato possibile risalire ai nomi delle singole persone. I resti sono composti in teche e si possono oggi venerare nella cripta della chiesa annessa al museo.
Il 20 maggio 1947 nella diocesi di Barbastro si aprì il processo informativo circa il martirio che si chiuse il 23 settembre 1949. L’8 febbraio 1961, invece, fu promulgato il Decreto sugli scritti. La dichiarazione di validità del processo, con Decreto del 9 febbraio 1990, portò alla trasmissione della “Positio super martyrio” alla Congregazione delle Cause dei Santi nello stesso anno.
A seguito della riunione della commissione teologica che si tenne il 4 febbraio 1992 e di quella dei cardinali e vescovi della Congregazione si arrivò, il 7 marzo 1992, alla promulgazione del Decreto sul martirio. La beatificazione avvenne a Roma, ad opera di Giovanni Paolo II, il 25 ottobre 1992. 
La Chiesa cattolica lo ricorda il 18 agosto.